# Estação Thomaz Coelho
A Estação Thomaz Coelho do MetrôRio é uma das estações da Linha 2, que segue, em parte, ao longo da movimentada Avenida Automóvel Clube. Seu fluxo diário é de aproximadamente 4 mil pessoas.
O nome da estação, assim como o nome do bairro homenageiam Thomáz José Coelho de Almeida, Ministro da Marinha e Ministro da Guerra no Brasil imperial.

## Acessos
A estação conta com dois acessos: 
- Acesso A - Rua Maracá
- Acesso B - Avenida João Ribeiro